# Arberesek

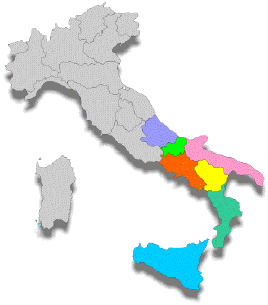
Az arberesek által lakott olasz tartományok:
lila – Abruzzo
világoszöld – Molise
narancs – Campania
rózsaszín – Puglia
sárga – Basilicata
sötétzöld – Calabria
kék – Sicilia

Az arberesek (albánul arbëreshë) a Dél-Olaszországban élő albán nemzetiség elnevezése. Őseik a 15–18. század között költöztek Itáliába a török uralom alatti üldözések elől.

## Létszámuk
Az arberesek létszáma kb. 100 000 fő.
Tartományok szerint a következőképpen oszlanak meg:
- Abruzzo: 500
- Molise: 25 000
- Campania: 2 000
- Puglia: 113 000
- Basilicata: 9 000
- Calabria: 88 000
- Szicília: 64 000

## Nyelv
Az arberesek az albán nyelv toszk dialektusának archaikus változatát beszélik. Az arberes ma már inkább külön nyelvi norma az idő távlatából, amelyben sok az olasz, calabriai, nápolyi és görög jövevényszó és az arberesek már egyáltalán nem értik az albánt, mert etimológiaialag is hatalmas az eltólódás.

## Híres arberesek
- Giorgio Basta
- XI. Kelemen pápa
- Robert De Niro